# Spilla del Presidente Mao

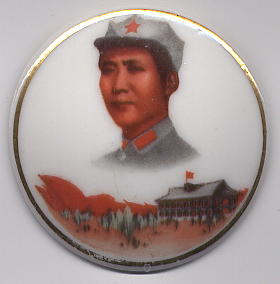
Spilla di porcellana che ritrae un giovane Mao a Yan'an: il ritratto è ispirato ad una fotografia scattata nel 1935.

La spilla del Presidente Mao (in cinese: 毛主席像章; trascr. in pinyin: Máo zhǔxí xiàngzhāng) è il nome dato ad un tipo di distintivo con un'immagine di Mao Zedong che era onnipresente in Cina durante il primo periodo della Grande rivoluzione culturale, dal 1966 al 1971. Il termine è utilizzato anche per i distintivi associati a Mao che in realtà non presentano il suo ritratto. Le spille del Presidente Mao sono state, assieme al libretto rosso, una delle più iconiche manifestazioni del culto di Mao e si stima che furono prodotti molti miliardi di esemplari durante la rivoluzione culturale.

## Storia
Le prime spille ad avere il ritratto di Mao comparirono nel Collegio Militare e Politico Anti-Giapponese del Popolo Cinese (中国人民抗日军事政治大学) di Yan'an durante gli anni trenta. Queste versioni iniziale erano realizzate a mano utilizzando spesso il metallo contenuto nei tubetti usati del dentifricio.
Negli anni quaranta, vennero prodotte in pochi esemplari delle spille raffiguranti soltanto il ritratto di Mao oppure la sua figura assieme a quella di altre persone, consegnate come delle medaglie commemorative o dei premi per il servizio prestato al Partito Comunista o all'esercito. Rispetto a quelle della rivoluzione culturale che normalmente ritraevano soltanto la figura di Mao, queste spille ritraevano il Presidente fianco a fianco con altre figure rivoluzionari cinesi come Zhu De, Chen Yi, He Long, Lin Biao e Lu Xun, o mostravamo Mao assieme ai leader di altri Paesi comunisti, come Stalin e Kim Il-sung. Durante questo periodo, le spille erano più piccole ma molto più robuste rispetto a quelle della rivoluzione culturale e alcuni esemplari prodotti negli anni cinquanta, erano fatte addirittura in oro (inizialmente 22 carati ma in seguito ridotto a 13 e 14 carati).
Dopo la proclamazione della Repubblica Popolare Cinese nel 1949 e durante gli anni cinquanta e sessanta, le spille di Mao vennero prodotte principalmente per le occasioni speciali, per esempio ai soldati cinesi venne conferito un distintivo a forma di stella con il ritratto di Mao al loro ritorno dalla guerra di Corea, e agli operai che lavorarono alla autostrada Sichuan-Tibet vennero date delle spille di rame placcate in oro con una scritta bilingue in cinese e tibetano per il completamento della strada nel dicembre del 1954. A metà degli anni sessanta le spille di Mao iniziarono ad essere più prevalenti e vennero distribuite anche agli eventi internazionali come la fiera di Leipzitg del 1965. Verso la fine dello stesso anno, iniziarono ad essere prodotte per la prima volta a Shanghai delle spille di Mao in alluminio simile a quelle della rivoluzione culturale.
La popolarità delle spille di Mao esplose con l'inizio della Grande rivoluzione culturale del 1966, e la loro funzione cambiò completamente: se prima erano degli oggetti commemorativi o cerimoniali posseduti da pochi, improvvisamente diventarono dei simboli richiesti necessari per dimostrare la fedeltà a Mao esibiti da tutti (a sinistra del cuore) e divennero un simbolo della rivoluzione culturale assieme ai libretti rossi delle massime di Mao. Le spille più grandi rappresentavano una maggiore lealtà a Mao e alcuni fissarono la propria spilla anche sulla pelle come un segno della loro estrema lealtà. Ai membri delle classi contadine e ai reazionari non era permesso indossare le spille di Mao, e la cospicua assenza della spilla marchiava loro come dei "nemici del popolo".
All'inizio della Rivoluzione culturale soltanto poche persone ordinarie indossavano le spille di Mao nel corso della loro giornata, e sebbene la produzione di queste a Shanghai fosse aumentata in maniera costante da 32.000 a luglio fino a 175.000 nel mese successivo, fu soltanto quando Mao venne presentato con alcune spille dalle Guardie rosse in un raduno di massa in piazza Tienanmen il 18 agosto del 1966 che l'utilizzo di queste spille divenne molto diffuso. Nel settembre del 1966, la produzione di spille di Mao a Shanghai salì a 1,3 milioni di unità, e durante il culmine della rivoluzione culturale, dal 1968 al 1971, la produzione totale stimata fu intorno ai 2 e i 5 miliardi di spille del Presidente Mao in tutto il Paese. Erano distribuite innanzitutto ai lavoratori, studenti e soldati delle loro rispettive unità di lavoro e non erano ampiamente diffusi nei negozi. Le spille vennero in seguito distribuite tramite il commercio tra amici o nel mercato nero, oppure venivano date come un regalo.
Il picco massimo della popolarità delle spille di Mao venne raggiunto nell'aprile del 1969, durante il IX Congresso nazionale del Partito Comunista, quando un gran numero di distintivi di Mao venne prodotto e distribuito al Congresso. Tuttavia, le grandi quantità di alluminio utilizzate portarono a delle ripercussioni serie sull'industria cinese, costringendo Mao a chiedere "Restituitemi gli aeroplani" (还我飞机), e nel giugno del 1969 il Comitato centrale emise un documento per proibire la produzione di ulteriori spille di Mao senza un'autorizzazione speciale. Dopo la morte di Lin Biao nel settembre 1971, l'uso di indossare le spille di Mao diminuì rapidamente e solo poche persone al di fuori delle aree rurali le indossarono in pubblico durante la fase finale della rivoluzione culturale tra il 1972 e il 1976. Dopo la caduta della 'Banda dei quattro' nell'ottobre del 1976, un mese dopo la morte di Mao, le unità di lavoro iniziarono ad organizzare una campagna di raccolta e riciclaggio delle spille di Mao,  nonostante molte persone continuarono a conservarle.

## Descrizione
Le classiche spille del Presidente Mao della rivoluzione culturale venivano ricavate da una base di alluminio, colorata con oro o argento, coperta da un motivo in plastica rossa, per creare in questo modo uno stile rosso-oro o rosso-argento. Spesso venivano utilizzati altri colori, come il giallo per un campo di girasoli come sfondo. Oltre all'alluminio, venivano impiegati anche altri materiali, come la porcellana, bambù, metacrilato o la sola plastica, ma queste costituivano soltanto una piccola frazione del numero complessivo di spille prodotte. La gran parte dei modelli aveva lo stesso profilo di Mao, in oro o argento, sempre rivolto verso sinistra. L'immagine centrale di Mao era posta su uno sfondo rosso che poteva essere piano o decorato, con o senza un motivo da contorno e con o senza una scritta che variava da un singolo carattere (il più comune era 忠 zhōng che significa "lealtà") a delle citazioni di Mao o alcuni versi delle sue poesie, o semplicemente degli slogan come "il Comitato rivoluzionario è giusto" (革命委员会好).
Molte spille avevano l'iscrizione nel rovescio che spesso indicava il luogo in cui erano state prodotte, e in alcuni casi quale evento speciale commemoravano. Sul rovescio poteva esserci uno slogan rivoluzionario, una massima di Mao o gli auguri per una lunga e rispettosa vita al Presidente Mao. Ciascun diritto poteva avere centinaia di versioni diverse con differenti iscrizioni nel rovescio, essendo state prodotte in varie regioni della Cina o per commemorare diversi eventi.

## Classificazione
Il catalogo del British Museum delle spille del Presidente Mao classifica lo stile del loro diritto dalla Grande rivoluzione culturale come segue:

### A. Profilo di Mao
- Piccola, rotonda, oro
- Piccola, rotonda, rosso e oro
- Piccola, rettangolare, con inscrizione/immagine
- Piccola, rettangolare, Opere selezionate, plastica
- Piccola, a forma di diamante/stella, rosso e oro
- Piccola, con Lenin
- Piccola, rotonda, rosso e oro
- Piccola, rettangolare, con inscrizione/immagine
- Piccola, rotonda, rosso e oro, con raggi di sole
- Rotonda, rosso e oro
- Rotonda, rosso e oro, con inscrizione/immagine
- Rotonda, rosso e oro, con raggi di sole
- Rotonda, rosso e oro, con raggi di sole (solo bordo)
- Rotonda, rosso e oro, con raggi di sole, con inscrizione/immagine
- Rotonda, rosso e oro, con raggi di sole, con bordo esterno
- Rosso e oro, tre girasoli/cuori/figure leali
- Rosso e oro, cinque girasoli
- Rosso e oro, sette girasoli
- Rosso e oro, nove girasoli
- Rosso e oro, bordo esterno di girasoli
- Rosso e oro, con Piazza Tienanmen
- Rosso e oro, con Shaoshan
- Rosso e oro, con Jinggangshan
- Rosso e oro, con Zunyi
- Rosso e oro, con Yan'an
- Rosso e oro, con la Grande Sala del Popolo
- Rosso e oro, con vari siti rivoluzionari
- Rosso e oro, sulla mappa della Cina
- Rosso e oro, onde/nave da guerra
- Rosso e oro, con raggi di sole, onde/nave da guerra
- Rosso e oro, onde/nave da guerra, una o più bandiere rossa
- Rosso e oro, con raggi di sole, nave in avvicinamento
- Rosso, oro e bianco, faro, globo terrestre
- Rosso e oro, con raggi di sole, globo terrestre
- Rosso e oro, treno, una o più bandiere rosse

### B. Mao in uniforme militare
- Profilo di Mao, rotonda, rosso e oro, con raggi di sole
- Profilo di Mao, a forma di stella, rosso e oro, con raggi di sole
- Profilo di Mao, rotonda, rosso e oro, con inscrizione/immagine
- Mao in tre quarti, rosso e oro, con raggi di sole
- Mao in tre quarti, rosso, oro e bianco, nave da guerra, bandiera rossa
- Mao con berretto, ritratto a Yan'an
- Mao in tre quarti con berretto, rosso e oro

### C. Mao in abiti civili
- Testa e collo, collare aperto
- Testa e collo
- Ritratto a Beidaihe
- Mao con cappello di bambù, con giacchetto
- Mao con cappello di bambù, con camicia bianca
- Ritratto dal quadro "Presidente Mao in cammino verso Anyuan"
- Mao alla IX Congresso nazionale mentre conta i punti sulle sue dita
- Mao con fascia che alza il suo braccio destro
- Mao con indosso un cappotto con sette bottoni che alza il suo braccio destro
- Mao con indosso un cappotto con sei bottoni che alza il suo braccio destro
- Mao con il cappotto sopra il suo braccio destro

### D. Spille senza il ritratto di Mao
- Piccole spille senza ritratto di Mao
- Spille rettangolari, rosso e oro, solo inscrizione

## Collezioni
Anche durante la rivoluzione culturale, le spille di Mao venivano ampiamente collezionate, rivendute e regalate. Tuttavia, nessuno riuscì ad ottenere una collezione così grande quanto quella di Ye Qun, moglie di Lin Biao, iniziata all'inizio della mania delle spille di Mao. Lei ha collezionato molte migliaia di tipi diversi di spille per regalarle a Mao per il suo settantatreesimo compleanno il 26 dicembre del 1966, sebbene non fosse riuscita a raggiungere l'obiettivo simbolico di diecimila spille al quale sperava di arrivare.
Dopo la fine della Grande rivoluzione culturale con la morte di Mao nel settembre del 1976, le spille dovevano essere ritirate per riciclarle ma la maggior parte di queste rimase nelle mani dei singoli. Dalla metà degli anni ottanta,  la memorabilia di Mao divenne molto collezionabile e le spille di Mao poterono essere acquistate nei mercati delle pulci di tutta la Cina. Esistono oggi molti collezionisti privati delle spille del Presidente Mao nel territorio cinese: Wang Anting (王安廷) di Chengdu aveva una collezione costituita da più di 50.000 spille nel 2001, e nel 2006 venne riportato che Lin Yizhou (林意洲) ne possedeva più di 200.000. Il Museo di Jianchuan in Cina ha attualmente la più vasta collezione di materiale della rivoluzione culturale. All'estero, alcuni musei hanno iniziato ad acquistare collezioni di oggetti relativi al Presidente Mao, incluse le spille, e il British Museum di Londra possiede una collezione modesta ma ben catalogata di circa  350 distintivi.
Oltre al British Museum, vi sono altre collezioni pubbliche e private in alcuni paesi al di fuori della Cina: nel museo Kulturen di Lund (Svezia), nella Thomas Fisher Rare Book Library dell'Università di Toronto.